# .mf
.mf ist die geplante länderspezifische Top-Level-Domain (ccTLD) von Saint-Martin, dem französischen Teil der Insel St. Martin, die am 11. Oktober 2007 auf Grund ihrer offiziellen Aufnahme in die ISO 3166-1 Standardliste von IANA in der Root Zone Database gelistet wurde. Die TLD wurde jedoch bis heute (Stand August 2025) nicht zugewiesen (englisch Not assigned) und befindet sich somit auch nicht in der Root Zone des Domain Name System. Daher können unterhalb von .mf im Moment (Stand: 2009–2025) keine Domains registriert werden.
Diese Top-Level-Domain wurde am 11. Oktober 2007 bei der IANA registriert, da sie mit der offiziellen Aufnahme in die ISO 3166-1 Standardliste entstanden ist. Im Zuge der erneuten Vergabe von .fr an die französische Organisation AFNIC gab es Spekulationen, diese könnten auch den aktiven Betrieb von .mf übernehmen. Bislang gibt es jedoch keine Informationen in diese Richtung, das Ministerium für Industriellen Wiederaufbau ließ die Verwaltung in der Erklärung zur AFNIC offen.